# Аббас ібн Фірнас
Абу аль-Касім Аббас ібн Фірнас ібн Вірдас аль-Такуріні (809—887 роки Н. Е.), також відомий як Аббас ібн Фірнас (араб.: عباس بن فرناس), був андалузьким ерудитом: винахідником, лікарем, хіміком, інженером, андалузьким музикою і поетом на арабській мові. Берберського походження, він народився в Ізн-Ранд Онда, Аль-Андалус (теперішня Ронда, Іспанія), проживав в Еміраті Кордова, і як вважається, спробував літати.

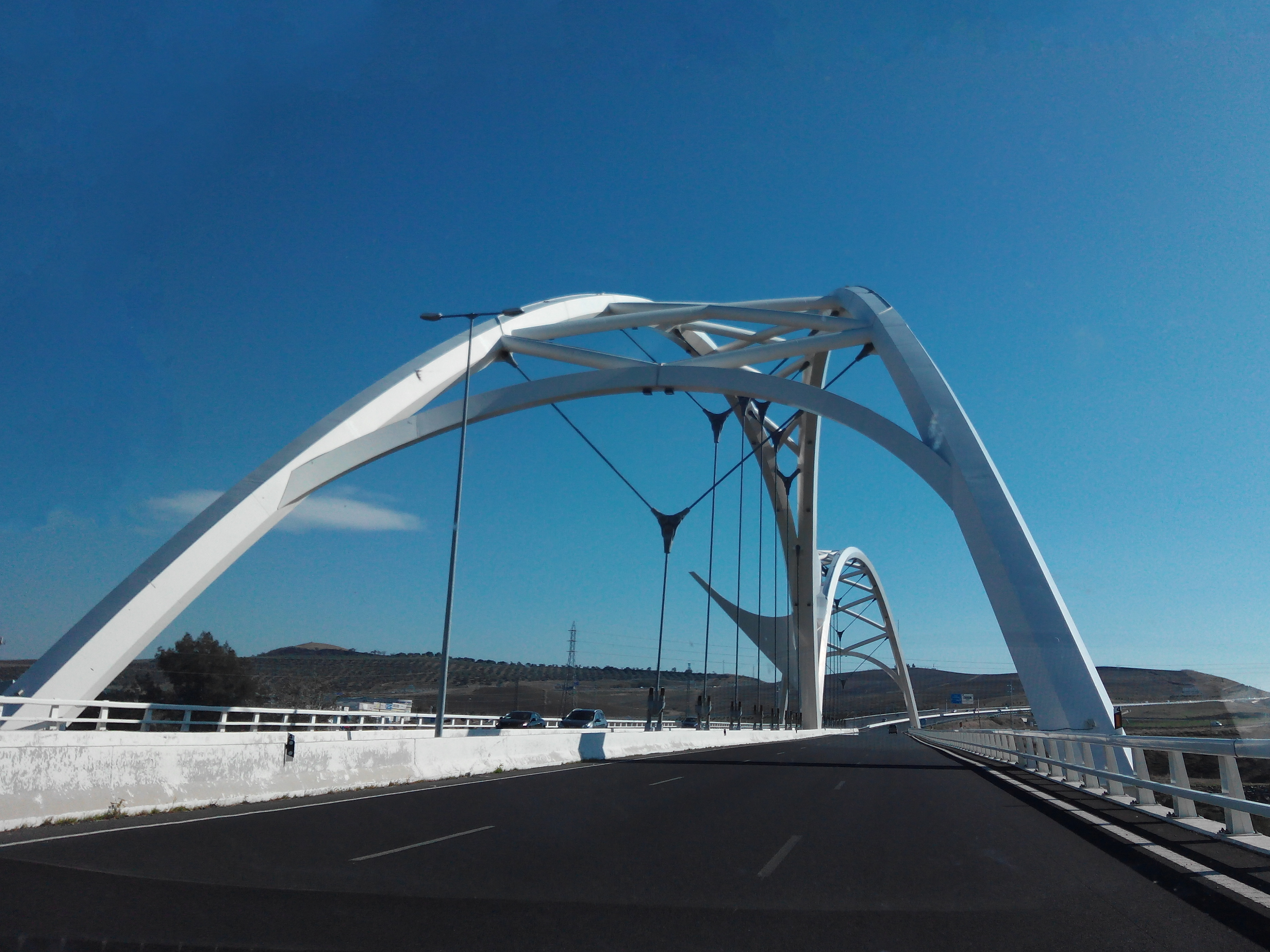
Міст на честь Аббаса ібн Фірнаса

Кратер Ібн Фірнас на Місяці, а також аеропорт Ібн Фірнас у Багдаді та один із мостів через річку Гвадалквівір у Кордові, названі на його честь.

## Роботи

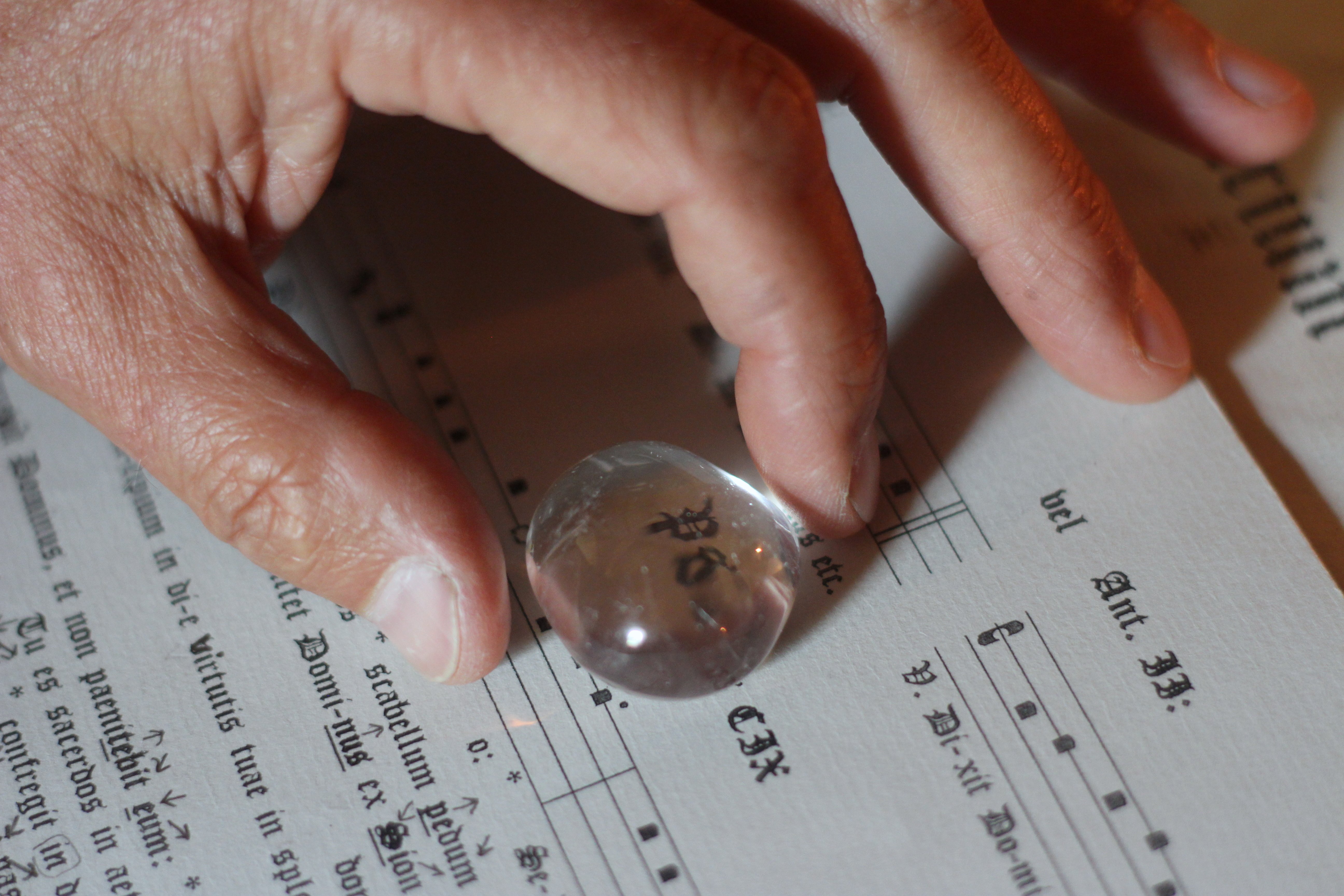
Камені для читання

Аббас Ібн Фірнас сконструював водяний годинник під назвою аль-Маката, розробив спосіб виготовлення безбарвного скла, винайшов різні скляні планісфери, виготовив коригувальні лінзи («камені для читання»), створив ланцюжок речей, які можна було б використати для наслідування рухів планет та зірок, і розробив спосіб різання гірського кришталю, який дозволив Іспанії припинити вивезення кварцу до Єгипту, для розрізання.

## Авіація
Як повідомляється, Ібн Фірнас здійснив ранню спробу польоту. Єдине сучасне свідчення його спроби польоту — вірш, написаний Муміном ібн Саїдом, придворним поетом Кордови при Мухаммеді I (пом. 886), який був знайомий і, як правило, критично ставився до Ібн Фірнаса. У поемі Ібн Саїда зазначено:
Він перевершив швидкість польоту страуса, але знехтував озброїти своє тіло силою стерв'ятника. 
Це було ретельно досліджено через сім століть алжирським істориком Ахмедом Мухаммедом аль-Маккарі (помер 1632 р.), який зробив більш докладний опис Ібн Фірнаса, який містив наступне: 
Серед інших дуже цікавих дослідів, які він робив, один — його спроба літати. Він прикрився пір'ям для цієї мети, припасував пару крил до свого тіла і, ставши на пагорб, кинувся в повітря, коли за свідченнями кількох надійних письменників, які були свідками вистави, він пролетів чималу відстань, наче був птахом…